# Concílio ecuménico

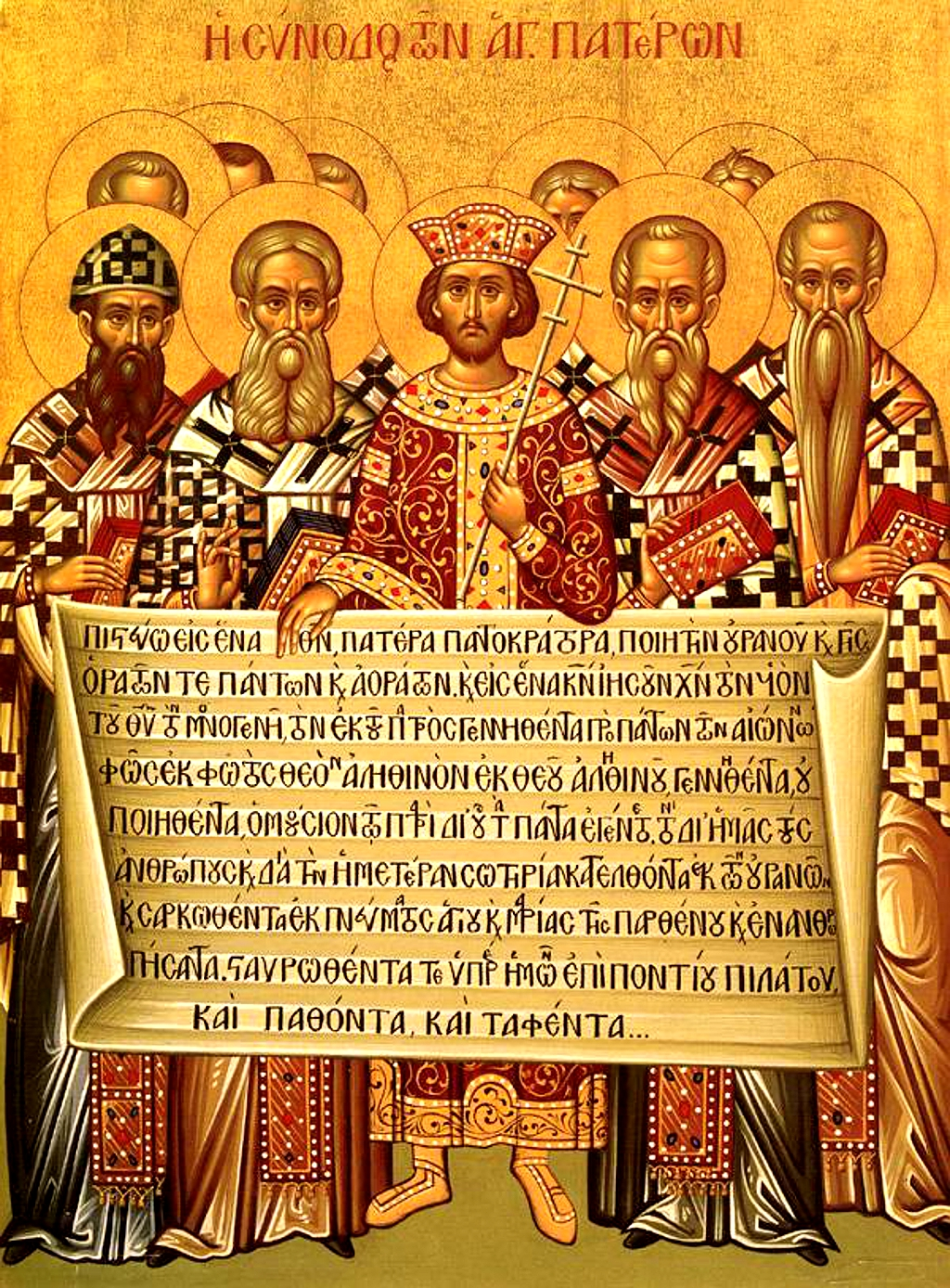
Imagem alegórica do Concílio de Nicéia em 325, o primeiro celebrado.

Um concílio ecuménico (português europeu) ou concílio ecumênico (português brasileiro) é uma reunião de todos os bispos (epískopos) cristãos convocada para discutir e resolver as questões doutrinais ou disciplinares da Igreja Cristã. A palavra ecuménico deriva do grego "οἰκουμένη", que significa literalmente "o mundo habitado". Inicialmente, ela foi usada para se referir ao Império Romano e, posteriormente, passou a ser aplicado para designar o mundo em geral. Devido aos cismas, a aceitação desses concílios varia muito entre as diferentes denominações do cristianismo.
As Igrejas cristãs que se separaram com as demais por causa de divergências cristológicas aceitam somente os concílios ecuménicos que se realizaram antes da sua separação: assim, a Igreja Assíria do Oriente aceita os dois primeiros e as Igrejas ortodoxas orientais os três primeiros. Até ao século IX, sete concílios ecuménicos reconhecidos tanto pela Igreja Católica como pela Igreja Ortodoxa foram realizadas, antes da sua separação (século XI). Desde então, a Igreja Ortodoxa não tem reconhecido como ecuménico mais nenhum concílio, pois não há mais a "ecumene", ou seja, o imperador. De qualquer forma, a Igreja Ortodoxa continua realizando concílios com a mesma autoridade dos ecumenicos, chamados Concílios Pan-Ortodoxos. A Igreja Católica continuou a convocar e realizar concílios ecuménicos em comunhão plena com o Papa, que passou a ser a ecumene. Anglicanos, luteranos e algumas outras denominações protestantes reconhecem os quatro primeiros concílios ecuménicos e, em alguns casos, os primeiros sete.

## Concílios pré-nicenos
Os concílios ou sínodos pré-Nicenos foram, na sua maior parte, reuniões de natureza regional, nunca chegando a reunir todos os bispos da Igreja. Apesar disso, estes concílios eram muito importantes para clarificar vários aspectos doutrinais ou disciplinares nos primórdios do Cristianismo e as suas decisões, em geral, são seguidas por muitos cristãos e bispos que não participaram nestes encontros. O exemplo mais paradigmático destes concílios é o Concílio de Jerusalém (49 d.C.), que libertou a Igreja cristã nascente das regras antigas da Sinagoga e, por isso, marcou definitivamente o desligamento do cristianismo do judaísmo e confirmou para sempre o ingresso dos gentios (não judeus) na cristandade. O primeiro concílio com o objetivo de reunir todos os bispos da Igreja, e portanto ecuménico, realizou-se somente em 325 e chama-se Primeiro Concílio de Niceia.
| N.º | Papas Durante o Concílio | Local e designação           | Duração do Concílio | Temas principais |
| 1   | São Pedro                | Jerusalém                    | Outono de 51        | Os convertidos do paganismo (novos cristãos) isentos de algumas práticas da lei mosaica, como a circuncisão. Ver Controvérsia da circuncisão |
| 2   | São Vítor I              | Concílio (Sínodo) de Roma    | 197                 | Examina a questão da data da Páscoa, celebrada diferentemente no Oriente e no Ocidente. Ver Controvérsia da Páscoa.                          |
| 3   | Santo Estevão I          | Concílio (Sínodo) de Cartago | 256                 | Cipriano, bispo de Cartago, reúne 87 bispos africanos. Discutem o Cisma novaciano.                                                           |
| 4   | Sede Vacante             | Concílio (Sínodo) de Elvira  | 306                 | Reúne 19 bispos e 24 presbíteros da península Ibérica. Decretam o celibato do clero.                                                         |
| 5   | São Silvestre I          | Concílio de Arles            | 314                 | Convocado em Arles, 33 bispos africanos, na tentativa de evitar o Cisma donatista.                                                           |

## Cronologia dos concílios ecuménicos

### Da igreja católica
Segundo os cânones 337 e 341 do Código de Direito Canónico, um concílio ecuménico (ecuménico: universal, ou seja, toda a Igreja Católica) é uma reunião de todos os Bispos da Igreja para reflectir sobre pontos de doutrina e de disciplina que precisam de ser esclarecidos, promulgar dogmas, corrigir erros pastorais, condenar heresias e, em suma, dirimir sobre todas as questões de interesse para a Igreja universal. É convocado e presidido pelo Papa ou por algum Bispo, isso porque não é necessário o Papa estar presente para a realização de um concílio, mas para ele ser válido precisa de sua confirmação. 
São 21 os concílios ecuménicos, entendendo "ecuménico", aqui, com o sentido de "universal", com a participação de todos os bispos católicos do mundo.
Segundo a doutrina da Igreja Católica, além do Papa (quando fala ex cathedra), o episcopado católico pleno é também infalível (em matérias de fé e moral) só quando, reunido num concílio ecuménico, deseja propor como definitiva e obrigatória uma doutrina, em comunhão (união) com o Papa, que é a cabeça do episcopado. Mas, fora da comunhão com o Papa e da sua autoridade suprema, o concílio tem apenas poder sinodal.
| N.º  | Papas Durante o Concílio                                                     | Local e designação        | Duração do Concílio                            | Temas principais |
| 1.º  | São Silvestre I                                                              | Niceia I                  | 20 de maio a 25 de julho de 325                | Primeiro a reunir a Cristandade. Condena o Arianismo como heresia e exila Ário. Reconhece como dogma a igualdade de natureza entre o Pai e o Filho. Compõe o Credo Niceno. |
| 2.º  | São Dâmaso I                                                                 | Constantinopla I          | maio a julho de 381                            | Reconhece como dogma a natureza divina do Espírito Santo no Credo niceno-constantinopolitano, que se recita na missa. Estabelece que o bispo de Constantinopla receberá as honras logo após o de Roma. Alguns historiadores sugerem que, apesar de o cânon não ter sido o foco de discussão desse concílio, este foi importante para uma maior aceitação geral dos livros de Atos dos Apóstolos e o livro de Apocalipse como inspirados. |
| 3.º  | São Celestino I                                                              | Éfeso                     | 22 de junho a 17 de julho de 431               | Reconhece como dogma a unidade de pessoa do Verbo Eterno com o corpo e a alma encarnados de Cristo. Condena o Nestorianismo como heresia e proclama a maternidade divina da Virgem Maria. A Igreja Assíria do Oriente não reconhece este concílio e nenhum dos posteriores. |
| 4.º  | São Leão I, Magno                                                            | Calcedónia                | 8 de outubro a 1 de novembro de 451            | Condenação do monofisismo. Reconhece como dogma a unidade das duas naturezas, completas e perfeitas em Jesus Cristo, humana e divina. É escrita a carta dogmática "Tomo a Flaviano" pelo Papa Leão I. As Igrejas ortodoxas orientais não reconhecem este concílio e nenhum dos posteriores. |
| 5.º  | Papa Vigílio                                                                 | Constantinopla II         | 5 de maio a 2 de junho de 553                  | Condena os ensinamentos de Orígenes e outros. Condena os documentos semi-nestorianos designados Os Três Capítulos. |
| 6.º  | Santo Agatão e São Leão II                                                   | Constantinopla III        | 7 de novembro de 680 a 16 de setembro de 681   | Reconhece como dogma que em Cristo há duas vontades, uma divina e outra humana. Condena o monotelismo. |
| 7.º  | Papa Adriano I                                                               | Niceia II                 | 24 de setembro a 23 de outubro de 787          | Reconhece a licitude da veneração de imagens (ícones). Condena os iconoclastas. |
| 8.º  | Papa Adriano II                                                              | Constantinopla IV         | 5 de outubro de 869 a 28 de fevereiro de 870   | Condenação e deposição de Fócio, patriarca de Constantinopla. Encerra temporariamente o primeiro Cisma Oriental. |
| 9.º  | Papa Calisto II                                                              | Latrão I                  | 18 de março a 6 de abril de 1123               | Encerra a Questão das investiduras. Independência da Igreja perante o poder temporal. |
| 10.º | Papa Inocêncio II                                                            | Latrão II                 | abril de 1139                                  | Torna obrigatório o celibato para o clero na Igreja Ocidental. Fim do cisma do Antipapa Anacleto II |
| 11.º | Papa Alexandre III                                                           | Latrão III                | março de 1179                                  | Normas para a eleição do Papa (maioria de 2/3) e da nomeação de bispos (idade mínima de 30 anos). Excomungam-se os barões que, na França, apoiavam os Cátaros. |
| 12.º | Papa Inocêncio III                                                           | Latrão IV                 | 11 de novembro a 30 de novembro de 1215        | Determina que todo o cristão, chegado ao uso da razão, é obrigado a receber a Confissão e a Eucaristia na Páscoa. Condenação dos Albigenses, Maniqueístas e Valdenses. Definição de transubstanciação. |
| 13.º | Papa Inocêncio IV                                                            | Lião I                    | 28 de junho a 17 de julho de 1245              | Deposição do imperador Frederico II. |
| 14.º | Beato Gregório X                                                             | Lião II                   | 7 de maio a 17 de julho de 1274                | Tentativa de reconciliação com a Igreja Ortodoxa. Regulamentação do conclave para a eleição papal. Cruzada para libertar Jerusalém. Institui o conceito de Purgatório. |
| 15.º | Papa Clemente V                                                              | Vienne                    | 16 de outubro de 1311 a 6 de maio de 1312      | Supressão dos Templários. Discute-se a questão dos bordéis de Roma e a nomeação de um arcebispo em Pequim, na China. |
| 16.º | Papa Gregório XII e Papa Martinho V                                          | Constança                 | 5 de outubro de 1414 a 22 de abril de 1418     | Extingue o Grande Cisma do Ocidente. Condenação de John Wycliffe, de Jan Hus e de Jerônimo de Praga. Eleição do Papa Martinho V. |
| 17.º | Papa Eugênio IV                                                              | Basileia-Ferrara-Florença | 1431-1432                                      | Sanciona o cânon católico (relação oficial dos livros da Bíblia), tenta nova união com as Igrejas orientais ortodoxas. Reconhecimento no romano pontífice de poderes sobre a Igreja Universal. Ratifica a figura do Purgatório. |
| 18.º | Papa Júlio II e Papa Leão X                                                  | Latrão V                  | 10 de maio de 1512 a 16 de março de 1517       | Condenação do concílio cismático de Pisa (1409-1411) e do conciliarismo. Reforma da Igreja. |
| 19.º | Papa Paulo III, Papa Júlio III, Papa Marcelo II, Papa Paulo IV e Papa Pio IV | Trento                    | 13 de dezembro de 1545 a 4 de dezembro de 1563 | Reforma geral da Igreja, sobretudo por causa do protestantismo. Confirmação dogmática dos sete sacramentos, principalmente dos dogmas eucarísticos. Decreta a versão da Vulgata como autêntica. |
| 20.º | Beato Pio IX                                                                 | Vaticano I                | 8 de dezembro de 1869 a 18 de julho de 1870    | Reforça a ortodoxia estabelecida no Concílio de Trento. Condena o Racionalismo, o Naturalismo e o Modernismo. Reconhece como dogmas o Primado do Papa e a infalibilidade papal na definição expressa de doutrinas de fé e de costumes. |
| 21.º | São João XXIII e São Paulo VI                                                | Vaticano II               | 11 de outubro de 1962 a 8 de dezembro de 1965  | Abertura ao mundo moderno. Reforma da Liturgia. Constituição e pastoral da Igreja, Revelação divina, liberdade religiosa, novo ecumenismo (mais aberto em comparação ao modo tradicional de ecumenismo, como mostra a Encíclica Mortalium Animos, de Pio XI), apostolado dos leigos. O Concílio gerou polêmicas por não ser um Concílio dogmático, embora a obediência exigida pela Igreja Católica Apostólica Romana não esteja restrita apenas a questões dogmáticas. Alguns chamados tradicionalistas possuem a opinião não reconhecida pela Igreja de Roma de que o Concílio Vaticano II rompeu de modo herético com a Tradição católica. São chamados de sedevacantistas em referência à expressão "Sede Vacante", que traz a ideia de que a Cátedra de São Pedro está vazia. Neste Concílio, a Missa Tridentina foi substituída pela Missa do Vaticano II e as conferências episcopais abandonaram a língua latina e o Canto Gregoriano. O modo como os outros sacramentos são celebrados também sofreu modificações. |

### Do protestantismo
Anglicanos, luteranos, calvinistas e algumas denominações protestantes reconhecem os quatro primeiros concílios ecuménicos católicos e, em alguns casos, os primeiros sete. As demais têm visões variadas conforme a sua doutrina.

### Da igreja ortodoxa
A Igreja Ortodoxa aceita oficialmente os sete primeiros concílios ecuménicos católicos. que são os seguintes:
- I Concílio de Niceia I, convocado no ano 325,
- II Concílio de Constantinopla I, do ano 381,
- III Primeiro Concílio de Éfeso, do ano 431,
- IV Concílio de Calcedónia, do ano 451,
- V Concílio de Constantinopla II, do ano 553,
- VI Concílio de Constantinopla III, do ano 680,
  - Concílio Quinissexto, ou Segundo Concílio in Trullo, do ano 692 (considerado culminação dos dois anteriores),
- VII Concílio de Niceia II, convocado no ano 787.

Existem muitos ortodoxos que reconhecem também o Concílio Quinissexto (692), o Quarto Concílio de Constantinopla (879-880), o Quinto Concílio de Constantinopla (1341-1351) e o Sínodo de Jerusalém (1672) como ecuménicos. Mas, é improvável que estes quatro concílios, apesar da importância e ortodoxia das suas decisões, venham a ser declarados oficialmente ecuménicos.
| N.º | Convocado por                                                                  | Local e designação                         | Duração do Concílio | Temas principais |
| 1   | Imperador Justiniano II                                                        | Concílio Quinissexto ou Concílio In Trullo | 692                 | Tanto o Segundo Concílio de Constantinopla (o quinto ecumênico) quanto Terceiro não emitiram nenhum cânone sobre a disciplina e este concílio teve como objetivo resolver esta questão, "completando" assim o trabalho de ambos. Por isso o nome "Quinissexto" (em latim: Concilium Quinisextum; Penthekte Synodos em grego koiné), ou seja, o "Concílio Quinto-Sexto".                 |
| 2   | Imperador Basílio I, o Macedônio                                               | Constantinopla IV                          | 879-880             | Convocado pelo imperador como resposta ao Concílio de Constantinopla IV realizado dez anos antes e apoiado pelo Papa Adriano II. Anulou as decisões do Concílio anterior e reabilitou Fócio. |
| 3   | Imperadores Andrônico III Paleólogo, João VI Cantacuzeno, João XIV e Isidoro I | Constantinopla V                           | 1341-1351           | Uma série de concílios patriarcais realizados em Constantinopla entre 1341 e 1351 para lidar com uma disputa sobre o hesicasmo. Por isto, estes concílios também são conhecido como o Concílios Hesicastas ou Concílios Palamitas, uma vez que eles discutiram a teologia de Gregório Palamás (Palamismo), disputada por Barlaão de Seminara no primeiro e por outros nos demais cinco. |
| 4   | Patriarca Grego-Ortodoxo de Jerusalém Dositeu Notaras                          | Sínodo de Jerusalém                        | 1672                | Como na ocasião também foi consagrada a Igreja da Natividade em Belém, ele também é chamado de Sínodo de Belém. Este sínodo afirmou o cânon bíblico a ser utilizado pela Igreja Ortodoxa. |